# Кшивонь Анеля Тадеушівна
Анеля Тадеушівна Кшивонь (також Кживонь; пол. Aniela Krzywoń, 27 травня 1925 — 12 жовтня 1943) — Герой Радянського Союзу (1943, посмертно). В роки німецько-радянської війни — стрілець жіночої роти автоматників жіночого піхотного батальйону імені Емілії Плятер 1-ї польської піхотної дивізії імені Тадеуша Костюшка в складі 33-ї армії Західного фронту. Перша жінка, удостоєна найвищої військової нагороди Польщі — хреста військової доблесті.

## Життєпис
Народилась 27 квітня 1925, с. Пужники (нині не існує) Бучацького повіту Тарнопольського воєводства, Польща (нині Чортківський район Тернопольської області України) в сім'ї осадника. Батько Тадеуш служив у легіонах Пілсудського, пізніше брав участь у Польсько-радянській війні 1920.
У 1940 році разом з батьками депортована в село Якутино Шиткінського району Іркутської області. Від 1942 р. — у місті Канськ Красноярського краю (працювала на лісорозробному комбінаті).
29 травня 1943 р. вступила у 1-у польську дивізію імені Тадеуша Костюшка у складі Червоної Армії (автоматниця 2-ї роти окремого жіночого батальйону імені Емілії Плятер 1-го піхотного полку). 12 жовтня 1943 року дивізія прийняла перший бій у районі села Леніно Горецького району Могилівської області Білорусі. У цей же день Анелю Кшивонь відправили супроводжувати машину зі штабними документами й пораненими бійцями. Дорогою їх атакували бомбардувальники люфтваффе. Загинула в бою, рятуючи штабні документи.
Указом Президії Верховної Ради СРСР від 11 листопада 1943 року Анелі Кшивонь присвоєно звання Героя Радянського Союзу (посмертно).

### Нагороди
- Медаль «Золота Зірка»
- Орден Леніна
- Орден Virtuti Militari V класу

### Вшанування пам'яті
- Погруддя в Канську Красноярського краю на міській алеї Слави;
- Погруддя в Садовому Чортківського району;
- Вулиця її імені в м. Канськ.

|                                       |                                        |
| Медаль у пам'ять Анелі Кшивонь, аверс | Медаль у пам'ять Анелі Кшивонь, реверс |